# 山田静雄
山田 静雄（やまだ しずお、1949年2月 - ）は、日本の薬学者（薬物動態学・薬効解析学）。学位は薬学博士（静岡薬科大学・1976年）。静岡県立大学附属薬食研究推進センターセンター長・大学院薬学研究院特任教授。
静岡薬科大学薬学部助手、アリゾナ大学医学部博士研究員、静岡薬科大学薬学部講師、静岡県立大学薬学部教授、静岡県立大学副学長、静岡県公立大学法人理事、静岡県立大学学長補佐などを歴任した。

## 来歴

### 生い立ち
1949年2月生まれ。静岡薬科大学に入学し、薬学部薬学科にて薬学を学び、1971年3月に卒業した。卒業後は同大学の大学院に進み、薬学研究科の修士課程を1973年3月に修了した。さらに同研究科にて博士課程に進む。1975年にはイギリスに一時留学し、5月から7月にかけてノッティンガム大学の医学部に留学し、ジョン・N・ホーソンから生化学を学んだ。さらに、8月から9月にかけてロンドン大学の薬学部に留学し、デビッド・A・ブラウンより薬理学を学んだ。1976年3月には、静岡薬科大学の大学院にて、薬学研究科の博士課程を修了した。これにより、薬学博士の学位を授与された。論文の題は 「Surugatoxinの神経薬理学的研究」。

### 研究活動
大学院修了後、母校である静岡薬科大学に採用され、薬学部の助手に着任した。1976年4月から1978年8月まで助手を務めたのち、アリゾナ大学に転じ、医学部の博士研究員に就任した。1978年9月から1980年8月まで1年間務めた後、静岡薬科大学に復帰し、再び薬学部の助手となった。1988年12月まで助手を務めたが、1986年7月から8月にかけ、アリゾナ大学の医学部の客員研究員を兼任していた。1989年1月、静岡薬科大学にて薬学部の講師に昇任した。なお、静岡薬科大学が静岡女子大学、静岡女子短期大学と統合され静岡県立大学が発足したことから、静岡県立大学の薬学部の講師にも就任した。これは、1987年の静岡県立大学発足後も、統合前に入学した学生が卒業する1990年3月まで静岡薬科大学が並行して存続するための措置である。1991年4月には静岡県立大学の薬学部にて助教授に昇任した。以来、2004年3月まで助教授を務めたが、1994年6月から8月まではカリフォルニア大学ロサンゼルス校の医学部に設立された脳機能研究所で客員研究員を務めた。2004年4月、静岡県立大学の薬学部にて教授に就任した。なお、大学院にて薬学研究科の教授も兼務する。なお、2012年に薬学研究科は生活健康科学研究科と統合され、2研究院1学府に再編された。それにともない、大学院に新設された薬学研究院の教授を兼務することとなった。また、静岡県立大学の副学長を兼務するとともに、同大学の設置者である「静岡県公立大学法人」の理事を兼任した。2013年11月、静岡県立大学に附属薬食研究推進センターが新設されると、そのセンター長に就任した。2014年3月、静岡県立大学を退職する。退職後は、同年4月1日付で薬学研究院の特任教授となった。なお、特任教授となってからも、附属薬食研究推進センターのセンター長は引き続き兼務している。

## 略歴
- 1949年2月 - 誕生。
- 1971年3月 - 静岡薬科大学薬学部卒業。
- 1973年3月 - 静岡薬科大学大学院薬学研究科修士課程修了。
- 1975年5月 - ノッティンガム大学医学部留学。
- 1975年8月 - ロンドン大学薬学部留学。
- 1976年3月 - 静岡薬科大学大学院薬学研究科博士課程修了。
- 1976年4月 - 静岡薬科大学薬学部助手。
- 1978年9月 - アリゾナ大学医学部博士研究員。
- 1980年9月 - 静岡薬科大学薬学部助手。
- 1986年7月 - アリゾナ大学医学部客員研究員。
- 1989年1月 - 静岡薬科大学薬学部講師。
- 1989年1月 - 静岡県立大学薬学部講師。
- 1991年4月 - 静岡県立大学薬学部助教授。
- 1994年6月 - カリフォルニア大学ロサンゼルス校医学部脳機能研究所客員研究員。
- 2004年4月 - 静岡県立大学薬学部教授。
- 2004年4月 - 静岡県立大学大学院薬学研究科教授。
- 2012年4月 - 静岡県立大学大学院薬学研究院教授。
- 2013年11月 - 静岡県立大学附属薬食研究推進センターセンター長。
- 2014年4月 - 静岡県立大学大学院薬学研究院特任教授。

## 著作
- 永川祐三・山田静雄・上野川修一著『医学と食品事典――病気／食品／機能性成分』朝日出版社、1992年。ISBN 9784255920443
- 渡辺泰雄・梅垣敬三・山田静雄編著、内田信也ほか著『クスリのことがわかる本――クスリを扱う人のための医薬品応用学』地人書館、2004年。ISBN 9784805207420
- 山田静雄研究代表者『薬物ー受容体結合のインビボ解析による排尿障害の病態解析と創薬』山田静雄、2008年。

## 関連人物
- 大泉康
- 賀川義之